# خشم و هیاهو (فیلم ۱۹۵۹)
خشم و هیاهو (انگلیسی: The Sound and the Fury) فیلمی به کارگردانی مارتین ریت است که در سال ۱۹۵۹ منتشر شد.

## داستان
کوانتین کامپسن دختری ۱۷ ساله در شهر کوچک جفرسون، ایالت میسی‌سیپی است. او با ناپدری‌اش، جیسن، زندگی می‌کند؛ کسی که از زمان ترک شدن کوانتین توسط مادر بی‌بندوبارش، کدی، عملاً سرپرستی او را برعهده داشته است.
جیسن برای تأمین مخارج زندگی در فروشگاه ارل اسنوپس کار می‌کند، با وجود آن‌که از او بیزار است. او تأمین‌کنندهٔ هزینه‌های چند نفر در خانهٔ بزرگ خانوادگی است، از جمله هاوارد، دایی کوانتین و ناپدری‌اش، و همچنین بنجی، مردی لال و کم‌توان ذهنی که ناپدری دیگر اوست. دیگر ساکنان خانه شامل مادر تلخ و رنجیدهٔ جیسن، دیلسی (خدمتکار سیاه‌پوست خانه) و لوستر، نوهٔ دیلسی که از بنجی مراقبت می‌کند، هستند.
کوانتین بی‌حوصله، بی‌قرار و بی‌علاقه به ادامهٔ تحصیل است، برخلاف خواست جیسن. وقتی کارناوالی به شهر می‌آید، او دلباختهٔ چارلی بوش، یکی از کارکنان کارناوال، می‌شود؛ کسی که سعی دارد او را اغوا کند.
کدی به شهر بازمی‌گردد. او دیداری محتاطانه با کوانتین دارد، اما به دلیل نداشتن پول و نیاز به پناه، جانب جیسن را می‌گیرد. کدی با اسنوپس لاس می‌زند، و وقتی او تلویحاً اشاره می‌کند که با هم رابطه داشته‌اند، جیسن به خاطر این گفته او را کتک می‌زند. بنجی وقتی می‌بیند کوانتین پنهانی برای دیدار با بوش از خانه بیرون می‌رود، خشمگین می‌شود و سعی می‌کند او را خفه کند. در پی این اتفاق، جیسن تصمیم می‌گیرد بنجی را به آسایشگاه روانی بفرستد.
کوانتین، که دلسرد و درمانده شده، می‌خواهد با بوش فرار کند و ادعا می‌کند که می‌تواند ۳۰۰۰ دلار تهیه کند. او این مبلغ را از چمدانی که جیسن برای آیندهٔ او پس‌انداز کرده بود، می‌دزدد. جیسن برای آشکار کردن نیت واقعی این مرد غریبه، نزد بوش می‌رود و بین دختر یا پول یکی را به او پیشنهاد می‌دهد. کوانتین وقتی می‌فهمد که بوش تنها به پول علاقه داشته، دچار شکست روحی می‌شود. او نزد جیسن بازمی‌گردد و قول می‌دهد که در ادامهٔ زندگی‌شان بالغ‌تر رفتار کند.

## بازیگران
- یول برینر
- جوآن وودوارد
- مارگارت لیتون
- استوارت ویتمن
- جک واردن
- آلبرت دکر
- استر داله
- اتل واترز
- روی گلن
- امرسون تریسی